# Geleira Casey

A geleira Casey é uma geleira/glaciar de 6 milhas náuticas (11 km) de largura, fluindo a leste para a Angra Casey na costa leste da Terra de Palmer. Foi descoberta por Hubert Wilkins em um voo em 20 de dezembro de 1928. Wilkins acreditou ser esta característica um canal cortando completamente de um lado a outro a península Antártica, a batizando de Canal Casey  com o nome do Muito Honorável Richard G. Casey. A correlação de fotografias aéreas tiradas por Lincoln Ellsworth em 1935 e os relatórios preliminares das descobertas da Expedição Britânica da Terra de Graham (BGLE), 1934–37, conduziram W.L.G. Joerg a interpretar esta geleira como sendo o que Wilkins nomeou Canal Casey. Esta interpretação foi conduzida pelos resultados de explorações subsequentes pelos membros da Base Leste do United States Antarctic Service (Serviço Antártico dos Estados Unidos) (USAS) em 1940.
 Este artigo incorpora material em domínio público  de United States Geological Survey   , documento "Geleira Casey" (conteúdo do Geographic Names Information System).